# Дечја радна снага
Дечја радна снага представља плаћено или насилно запошљавање деце која су млађа од правно дефинисаног узраста за рад.
 Међународна организација рада и Конвенција УН о правима детета сматрају да до експлоатације дечјег рада долази када је сам посао или када су услови рада штетан по здравствени, психички, духовни, морални и социјални развој детета.
Дечји рад се односи на запошљавање деце у било којем послу који лишава децу њиховог детињства, омета њихово похађање редовне школе, а то је ментално, физички, социјално или морално опасно и штетно. Ову праксу многе међународне организације сматрају експлоатационом. Законодавство широм света забрањује рад деце. Ови закони не третирају сав рад деце као дечији рад; изузеци укључују рад деце уметника, породичне обавезе, обуку под надзором, одређене категорије рада као што су деца амиша, неки облици дечјег рада уобичајених међу аутохтоном америчком децом и др.
Дечји рад је постојао у различитој мери кроз историју. Током 19. века и почетком 20. века, многа деца узраста од 5 до 14 година из сиромашнијих породица још су радила у Европи, САД и различитим колонијама Европских сила. Ова деца су углавном радила у пољопривреди, кућним операцијама монтаже, фабрикама, рударству и услугама као што су новинари. Неки су радили ноћне смене у трајању од 12 сати. Са порастом прихода домаћинстава, доступности школа и усвајањем закона о дечјем раду, стопа инциденције дечјег рада је опала.
У најсиромашнијим земљама света, око 1 од 4 деце бави се дечјим радом, од којих највећи број (29%) живи у подсахарској Африци. У 2017. години, четири афричке земље (Мали, Бенин, Чад и Гвинеја-Бисао) биле су сведоци више од 50% деце у доби од 5 до 14 година. Пољопривреда у целом свету је највећи послодавац дечјег рада. Велика већина дечјег рада налази се у руралним срединама и неформалној урбаној економији; деца су углавном запослена од стране својих родитеља, а не од фабрика. Сиромаштво и недостатак школа сматрају се примарним узроком дечјег рада.
Глобално, учесталост дечјег рада се смањила са 25% на 10% између 1960. и 2003. године, према подацима Светске банке.Ипак, укупан број радника који раде са децом и даље је висок, с обзиром да УНИЦЕФ и ИЛО признају процену да је 168 милиона деце у доби од 5 до 17 година, широм света било укључено у дечји рад у 2013. години.

## Историја

### Дечји рад у прединдустријским друштвима
Дечји рад чини суштински део прединдустријских економија. У прединдустријским друштвима ретко постоји концепт детињства у модерном смислу. Деца често почну активно да учествују у активностима као што су одгој деце, лов и узгој чим буду компетентне. У многим друштвима деца од 13 година доживљавају се се као одрасли и баве се истим активностима као и одрасли.
Рад деце је био важан у прединдустријским друштвима, јер су деца морала да обезбеде свој рад за свој опстанак и рад своје групе. Прединдустријска друштва су карактерисала ниска продуктивност и кратак животни век, спречавајући децу да учествују у продуктивном раду, што би дугорочно штетило њиховој добробити и њиховој групи. У прединдустријским друштвима било је мало потребе да деца похађају школу. Ово је нарочито случај у неписменим друштвима. Већина прединдустријских вештина и знања била је подложна преношењу путем директног менторства или школовања од стране компетентних одраслих.

### Индустријска револуција
Са почетком индустријске револуције у Британији крајем 18. века дошло је до наглог пораста индустријске експлоатације рада, укључујући и дечји рад. Индустријски градови као што су Бирмингам, Манчестер, Ливерпул, убрзано су расли и малих села у велике градове и побољшали стопу смртности деце. Ови градови привукли су становништво које је убрзано расло због повећане пољопривредне производње. Овај процес је поновљен у другим индустријализованих земљама.
Посебно је викторијанско доба постало озлоглашено условима у којима су деца била запошљена. Деца од само 4 године била су запошљена у производним фабрикама и рудницима радећи дуге сате у опасним, често фаталним, радним условима. У рудницима угља, деца би пузала кроз тунеле који су превише ниски или уски за одрасле. Деца су радила и као дечаци по наруџби, продајући свеће, шибице и другу јефтину робу. Радно време је било дугачко; градитељи су радили 64 сата недељно у лето и 52 у зимском периоду, док су кућни службеници радили 80 сати недељно.
Дечји рад је од самог почетка имао важну улогу у индустријској револуцији, често изазваној економским тешкоћама. Од деце сиромашних се очекивало да допринесу породичним приходима. У Великој Британији 19. века, једна трећина сиромашних породица била је без хранитеља, услед смрти или напуштања, што је обавезало бројну децу да раде од раног узраста. У Енглеској и Шкотској 1787. године, две трећине радника у 143 млина за памук на водени погон описано је као деца. Велики број деце је радило и као проститутке.
Плате деце су често биле ниске; само 10%-20% зараде одраслог мушкарца. Карл Маркс је био отворени противник дечјег рада, говорећи да су британске индустрије „могле да живе само крвљу и крвљу деце", и да је амерички капитал финансиран „капитализованом крвљу деце".
Током друге половине 19. века дечији рад почео је да опада у индустријским друштвима због регулације и економских фактора због раста синдиката. Први акт који је регулисао дечији рад у Британији усвојен је 1803. године. Већ 1802. и 1819. године донесени су акти о фабрикама који регулишу радно време деце која раде у фабрикама и фабрикама памука до 12 сати дневно. Лорд Шафтесбури је био отворени заговорник регулисања дечјег рада.
Како се технологија побољшавала и ширила, постојала је већа потреба за образовним радницима. То је довело до повећања школовања, уз евентуално увођење обавезног школовања. Побољшана технологија и аутоматизација су такође учинили да је дечији рад сувишан.

### Рани 20. век
Почетком 20. века, хиљаде дечака било је запошљено у индустрији стакла. Производња стакла је била опасан и тежак посао, посебно без постојећих технологија. Процес израде стакла укључује интензивну топлоту за топљење стакла (3133 Ф). Када су дечаци на послу, изложени су овој врућини. То може изазвати проблеме са очима, болести плућа, посекотине, опекотине... Пошто су радници били плаћени по комаду, морали су сатима радити продуктивно, без паузе. Многи власници фабрика су преферирали дечаке испод 16 година.
Процењује се да је у америчкој индустрији до 1990. године било запослено 1,7 милиона деце млађе од 15 година.
Године 1910. више од 2 милиона деце у истој старосној групи било је запослено у САД. То је укључивало децу која су ваљала цигарете, радила у фабрици, у рудницима угља итд.

### 21. век
Дечји рад је и даље чест у многим деловима света. Процене за дечији рад варирају. Креће се између 250-304 милиона, ако се рачунају деца узраста од 5 до 17 година која су укључена у било коју економску активност. Око 60% дечјег рада било је укључено у пољопривредне активности, као што су пољопривреда, млекарство, рибарство и шумарство. 25% деце се бавило услужним делатностима, а преосталих 15% радило је на монтажи и производњи у неформалној економији. Дечији рад се углавном одвија у руралним подручјима (70%) и неформалном урбаном сектору (26%).
Супротно популарним веровањима, већина деце је запослена код родитеља, а не у производњи или формалној економији. Деца која раде за плату или надокнаду у натури, обично се налазе у сеоским срединама, затим у урбаним центрима.
Дечији рад чини 22% радне снаге у Азији, 32% у Африци, 17% у Латинској Америци, 1% у САД, Канади, Европи и другим богатим нацијама.
Тешко је добити тачне информације о дечјем раду садашњих дана због неслагања између извора података о томе шта чини дечји рад. У 2014. години, Министарство рада САД издало је списак робе коју је произвео дечји рад или принудни рад, где је Кини приписано 12 роба од којих је већина произведена од стране малолетне деце и запослених радника. У извештају се наводе електроника, одећа, играчке и угаљ међу осталим робама.
Истраживање индекса дечијег рада Маплкрофт за 2012. годину извештава да 76 земаља представља ризике саучесништва у екстремном дечијем раду за компаније које послују широм света. Десет земаља са највећим ризиком у 2012. години, рангираних у опадајућем поретку, биле су: Мјанмар, Северна Кореја, Сомалија, Судан, ДР Конго, Зимбабве, Авганистан, Бурунди, Пакистан и Етиопија.

## Узроци дечјег рада

### Примарни узроци
Међународна организација рада (ИЛО) сугерира да је сиромаштво највећи појединачни узрок за рад деце. За сиромашна домаћинства, приход од рада детета је обично пресудан за његов или њен властити опстанак или за живот домаћинства. Приход од деце која раде, чак и мале, може бити између 25 и 40% прихода домаћинства. Други знанственици као што је Харш о афричком дечјем раду и Едмондс и Павчник о глобалном дечјем раду постигли су исти закључак.
Недостатак смислених алтернатива, као што су приступачне школе и квалитетно образовање, према ИЛО-у, је још један важан фактор који доводи децу до штетног рада. Деца раде јер немају ништа боље радити. Многе заједнице, посебно рурална подручја у којима преовладава између 60% и 770% дечјег рада, немају адекватне школске објекте. Чак и када су школе понекад доступне, оне су предалеко, тешко доступне, недоступне или је квалитет образовања толико сиромашан да се родитељи питају да ли је одлазак у школу заиста вредан.

### Културни узроци
У европској историји када је дечији рад био уобичајен, као и у савременом дечјем раду модерног света, одређена културна уверења рационализирала су дечји рад и тиме га подстицала. Неки сматрају да је рад добар за изградњу карактера и развој вештина деце. У многим културама, посебно тамо где неформална економија и мали кућни бизниси напредују, културна традиција је да деца следе кораке својих родитеља; дечји рад је онда средство за учење и практицирање те трговине од најранијег доба. Слично томе, у многим културама образовање девојчица је мање цењено или се од девојчица једноставно не очекује да им је потребно формално школовање, а ове девојке се гурају у дечји рад као што је пружање домаћих услуга.

### Макроекономски узроци
Бигери и Меротра су проучавали макроекономске факторе који охрабрују дечји рад. Они фокусирају своју студију на 5 азијских земаља, укључујући Индију, Пакистан, Индонезију, Тајланд и Филипине. Они предлажу да је дечји рад озбиљан проблем у свих пет, али то није нови проблем. Они сугеришу да узроци дечјег рада укључују и потражњу и понуду. Иако сиромаштво и недоступност добрих школа објашњавају страну понуде за дечји рад, они указују на то да је раст ниско плаћене неформалне економије, а не формалне економије која плаћа више, међу узроцима потражње. Други научници такође сугеришу да су нефлексибилно тржиште рада, величина неформалне економије, неспособност индустрија да се шире и недостатак модерних технологија производње главни макроекономски фактори који утичу на потражњу и прихватљивост дечјег рада.